# Adolf Fennel
Adolf Fennel (* 7. März 1860 in Kassel; † 1. März 1953 in Kassel) war ein deutscher Industrieller für Vermessungsinstrumente.

## Leben
Adolf Fennel, der ältere Sohn des Feinmechanikers Otto Fennel (1826–1891), besuchte zunächst die Höhere Gewerbeschule Kassel, ein Polytechnikum. Eigentlich hätte er es vorgezogen, Naturwissenschaften zu studieren, musste jedoch 1877 in die am 23. Juni 1851 von seinem Vater gegründete Firma für optische Instrumente eintreten und erhielt dort eine Ausbildung zum Feinmechaniker. 1891 übernahm er zusammen mit seinem jüngeren Bruder Otto die Leitung des Betriebes, den er unter dem Namen „Otto Fennel Söhne“ zu einem Unternehmen von Weltgeltung führte.

Fennel’scher Schätzmikroskop-Theodolit (1903)

Adolf Fennel zählt zu den bedeutendsten Konstrukteuren von Vermessungsinstrumenten. Seine besondere Aufmerksamkeit galt der Genauigkeitssteigerung von Kreisablesungen, der Herstellung von Kreisteilmaschinen und den Instrumenten zur optischen Entfernungsmessung für kartographische Zwecke. Der Umfang seines technischen Schaffens wird durch etwa 50 Veröffentlichungen und 12 Patente gekennzeichnet. Adolf Fennel hatte sich stets das Interesse für Naturwissenschaften bewahrt, und schon bevor er 1891 die Leitung der väterlichen Firma übernahm, pflegte er einen intensiven Erfahrungsaustausch mit Wissenschaftlern in verschiedenen Ländern. Damit wurde der Grundstock für zahlreiche Neuentwicklungen gelegt. So arbeitete er zum Beispiel ab 1900 im Auftrag von Carl Reinhertz, seit 1899 Professor für Geodäsie an der Technischen Hochschule Hannover, an einem Schätzmikroskop-Theodolit, bei dem sich in der Bildebene des Mikroskops ein Indexfaden zur Kreisablesung befand. Da im Gesichtsfeld stets zwei Gradzahlen sichtbar waren, konnte die Ablesung rasch und sicher erfolgen, und aufgrund der hinreichenden Größe des Bildes konnte die Schätzung bis auf 1′ genau erfolgen. 1902 war dieser Theodolit soweit vervollkommnet, dass er in den Handel kam. 
Beim Nonienmikroskop (1912) liegt, aufbauend auf einer Idee des Optik-Unternehmers Moritz Hensoldt aus Wetzlar, ein Nonius in der Mikroskopbildebene und ermöglicht eine weitere Steigerung der Ablesegenauigkeit.
Den Abschluss bildete das Feinmeß- oder Planglasmikroskop (1930), bei dem im Strahlengang nahe dem Objektiv eine drehbare planparallele Glasplatte eingeführt ist, durch die das Bild der Teilung optisch parallel verschoben werden kann, so dass ein Teilstrich in die Mitte des Einstell-Doppelstrichs fällt. Die planparallele Platte verschiebt mit einem Arm eine unter dem oberen Teil des Bildfeldes befindliche Skala, an der die durch die Planplatte hervorgerufene Verschiebung der Teilung am Indexstrich sofort abgelesen werden kann, und zwar mit einer Genauigkeit von bis zu 2″.
Zur Steigerung der Teilgenauigkeit von Teilmaschinen ersann Fennel eine mechanische Kompensation, durch welche die periodischen Fehler der Verzahnung der Mutterteilung unschädlich gemacht werden. Das „Wagner-Fennel-Tachymeter“ (1882), eine verbesserte Version des von Ing. Karl Wagner 1868 erstmals zur Ausführung gebrachten Tachygraphometers,
ermöglicht die Ablesungen von Horizontalentfernungen und Höhenunterschieden aus geneigten Beobachtungen mit Hilfe einer mechanischen Reduktion. Das „Hammer-Fennel Reduktionstachymeter“, an dessen Grundlagen Ernst von Hammer, Professor für Geodäsie an der Technischen Hochschule Stuttgart, seit 1893 gearbeitet hatte, benutzt für die Ermittlung dieser Werte ein Diagramm. Die Kurven dieses Diagramms liegen den Konstruktionen der Diagrammtachymeter aller Hersteller zugrunde und begründeten 1898 die Entwicklung dieses Instrumententyps, der sich durch besondere Wirtschaftlichkeit bei hoher Genauigkeit 
auszeichnet.
Ein Keildistanzmesser wurde als „Doppelbild-Entfernungsmesser“ 1928 patentiert. 
Aus der Reihe magnetischer Instrumente ist ein Orientierungs-Magnetometer erwähnenswert (1893), das die Einstellung von Instrumenten auf Magnet-Nord mit großer Genauigkeit gestattet.

## Ehrungen
Im Jahre 1922 wurde Adolf Fennel von der Technischen Hochschule Stuttgart die Ehrendoktorwürde verliehen.

## Schriften
- Vorläufige Mittheilungen über ein neues Declinatorium für Orientirungsmessungen und über ein neues Variometer. Verlag Craz & Gerlach, Freiberg in Sachsen 1894.
- Die Wagner-Fennel’schen Tachymeter der Fabrik geodätischer Instrumente von Otto Fennel Söhne in Cassel —  Dritte verbesserte Auflage. Verlag von Konrad Wittwer, Stuttgart 1904.
- Geodätische Instrumente. Heft 1: Nivellierinstrumente. Verlag von Konrad Wittwer, Stuttgart 1910.
- Geodätische Instrumente. Heft 2: Nonien-Theodolite. Verlag von Konrad Wittwer, Stuttgart 1911.
- Geodätische Instrumente. Heft 3: Mikroskop-Theodolite. Verlag von Konrad Wittwer, Stuttgart 1912.
- Geodätische Instrumente. Heft 4: Hammer-Fennels Tachymeter und Topometer; Nachträge zu Heft 1–3. Verlag von Konrad Wittwer, Stuttgart 1918.
- Abbildungen und Beschreibung einiger geodätischer Instrumente. Verlag von Konrad Wittwer, Stuttgart 1912.
- Der Hammer-Fennel Tachymeter. Selbstverlag, Kassel 1944.